# 张晓霈
张晓霈（1957年11月—），男，汉族，河南洛阳人，中华人民共和国政治人物。曾任吉林市委常委、吉林市副市长、吉林市市长、吉林市委书记、吉林省政协副主席。吉林工业大学铸造专业毕业，大学学历。

## 生平
1976年8月参加工作。1982年1月供职于吉林市第一机械厂。1984年7月加入中国共产党。1992年1月任吉林化学工业公司容器冲压厂厂长。此后改任吉化集团公司副经理、经理等。
2005年1月，升任吉林市人民政府副市长。2007年1月当选市长。2008年当选为第十一届全国人大代表。
2011年4月任中共吉林市委书记。
2014年12月任吉林省政协副主席，2018年1月退休。

### 落马
2022年11月25日，中央纪委国家监委网站表示张晓霈涉嫌严重违纪违法，主动投案，並接受中央纪委国家监委纪律审查和监察调查。2023年6月28日，因严重违纪违法，受到中共中央纪委开除党籍的处分。
2024年4月30日，吉林省政協原副主席張曉霈受賄案一審在山東省菏澤市中級法院宣判，法院裁定張曉霈受賄6934萬餘元人民幣，以受賄罪判處張曉霈有期徒刑9年，併科罰金300萬元。